# 阿尔韦里特
阿尔韦里特，是西班牙拉里奥哈自治区的一个市镇。总面积20平方公里，总人口2086人（2001年），人口密度104人/平方公里。